# أشيرو ميزوكي
توشيو هاياكاوا (باليابانية: 早川 俊夫) (7 يناير 1948 – 6 ديسمبر 2022) مشهور باسم أشيرو ميزوكي (باليابانية: 水木 一郎) هو مغني وموسيقي وملحن وممثل صوتي وممثل ياباني اشتهر بعمله في أغاني الأنمي والتوكوساتسو. سجل أكثر من 1200 أغنية للأفلام والتلفزيون والفيديو وألعاب الفيديو اليابانية. ولد في بسيتاغايا - طوكيو.

## وفاته
توفي ميزوكي بسرطان الرئة في 6 ديسمبر 2022 عن عمر يناهز 74 عامًا.

## روابط خارجية
- أشيرو ميزوكي على موقع IMDb (الإنجليزية)
- أشيرو ميزوكي على موقع IMDb (الإنجليزية)
- أشيرو ميزوكي على موقع ميوزك برينز (الإنجليزية)
- أشيرو ميزوكي على موقع أول ميوزيك (الإنجليزية)
- أشيرو ميزوكي على موقع ديسكوغز (الإنجليزية)
- أشيرو ميزوكي على موقع قاعدة بيانات الفيلم (الإنجليزية)
- أشيرو ميزوكي على موقع ANN person (الإنجليزية)